# 织女洞
织女洞，位于山东省淄博市沂源县燕崖乡牛郎官庄村，是中华人民共和国山东省文物保护单位之一。
2006年12月7日，授予山东省文物保护单位，是一座古建筑。